# قصر میسور

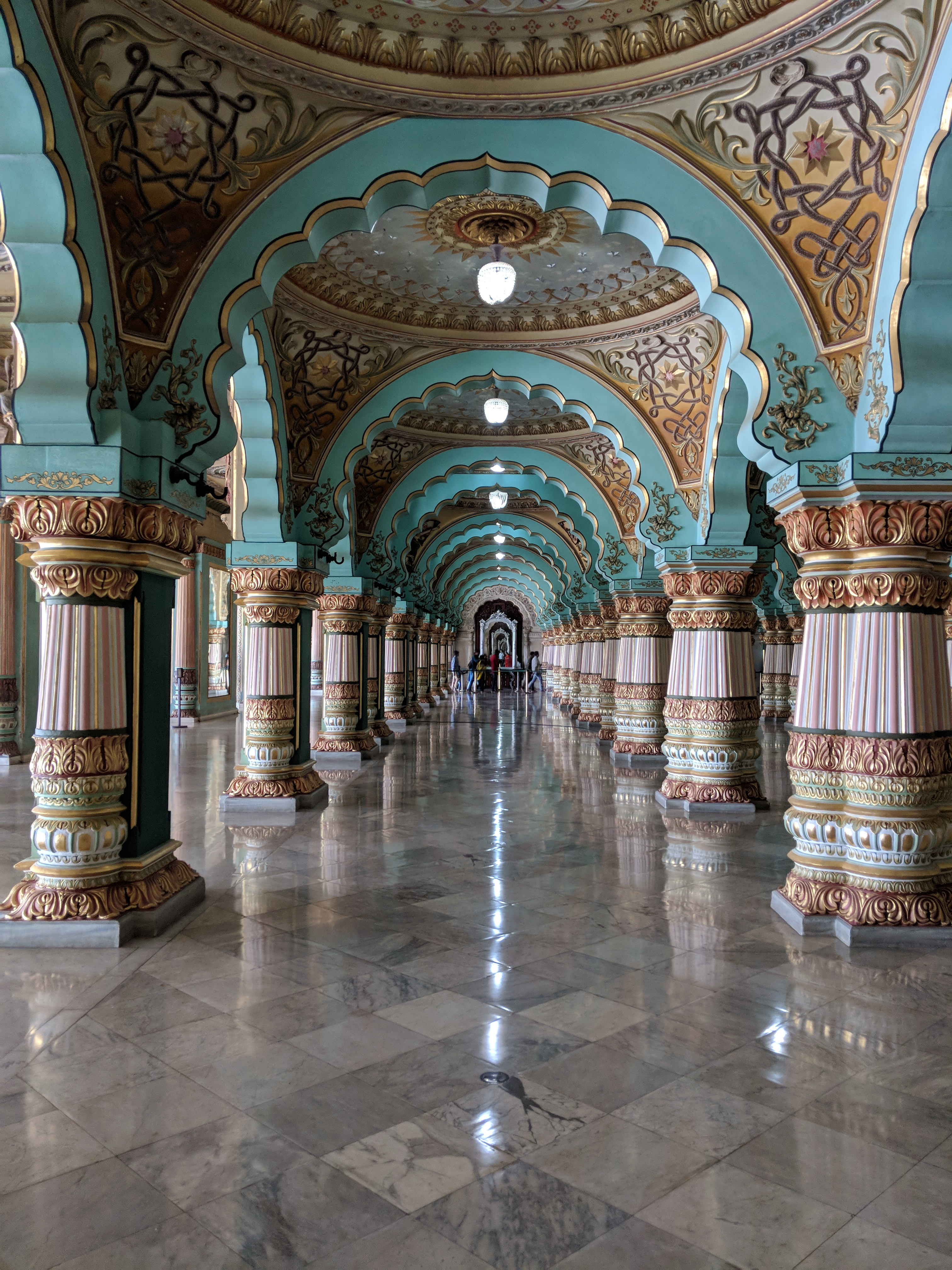
داخل قصر

قصر میسور یا قصر آمباویلاس (کانارا: ಮೈಸೂರು ಅರಮನೆ or ಅಂಬಾ ವಿಲಾಸ ಅರಮನೆ) قصریست که در شهر میسور، در جنوب هند (ایالت کارناتاکا) قرار دارد.
این قصر در اصل اقامتگاه خاندان سلطنتی میسور بوده‌است، که در سال ۱۸۹۷ ساخت آن آغاز و در سال ۱۹۱۲ پایان یافته‌است.
این قصر اکنون بعد از تاج محل مشهورترین مکان دیدنی هند است که در سال بالغ بر ۲٫۷ میلیون نفر از آن بازدید می‌کنند.
بازدید کنندگان در هنگام ورود باید کفش خود را در آورند و نیز در داخل کاخ اجازهٔ عکس برداری ندارند.
قیمت بلیط برای بازدیدکنندگان خارجی ۲۰۰ روپیه، و برای شهروندان هندی ۴۰ روپیه می‌باشد.

## معابد
در محوطهٔ قصر سه معبد وجود دارد:
- معبد سامشوارا
- معبد لاکشمیرامانا
- معبد شوتاواراهاسوامی

## نگارخانه

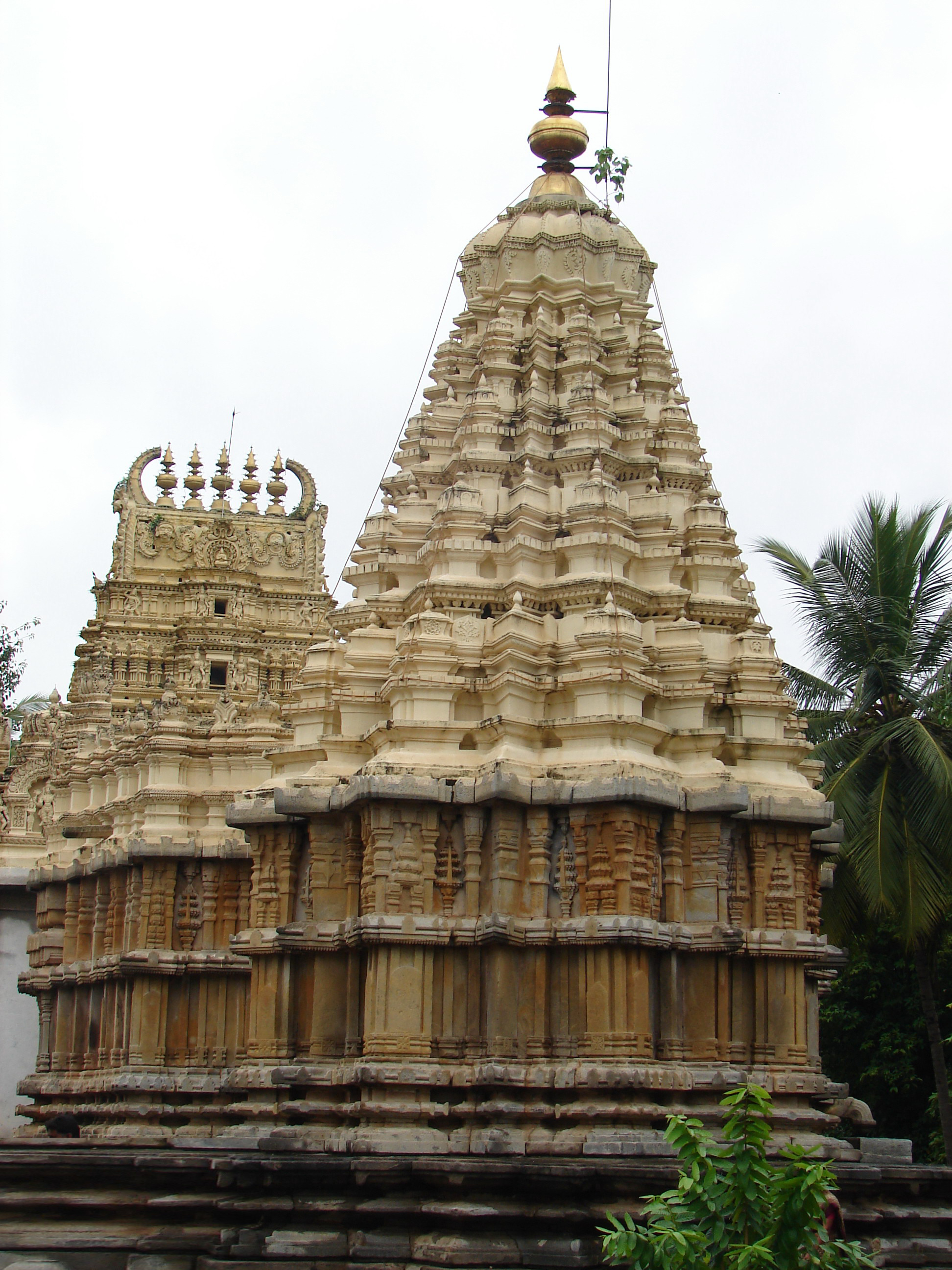
معبد شوتاواراهاسوامی
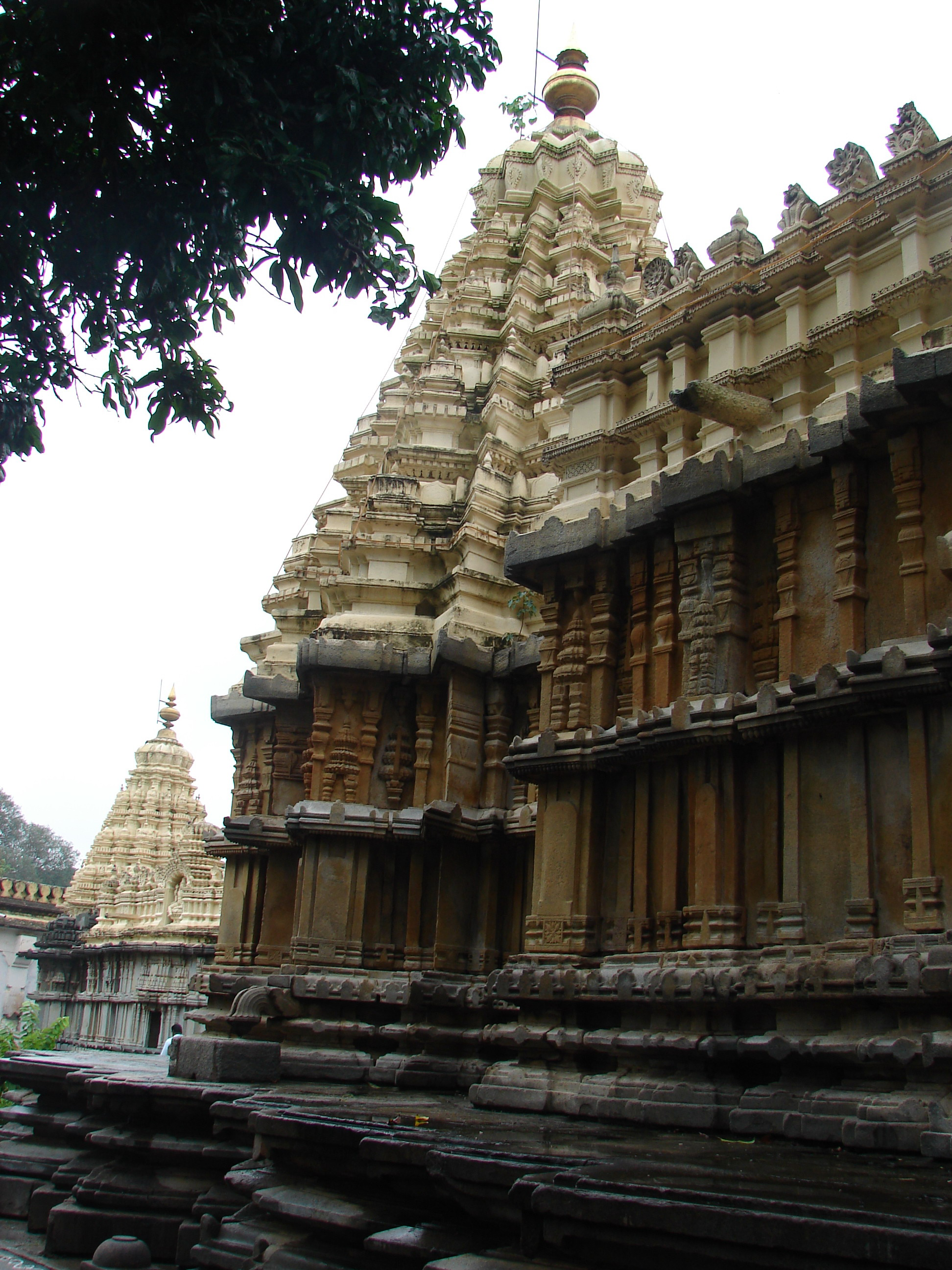
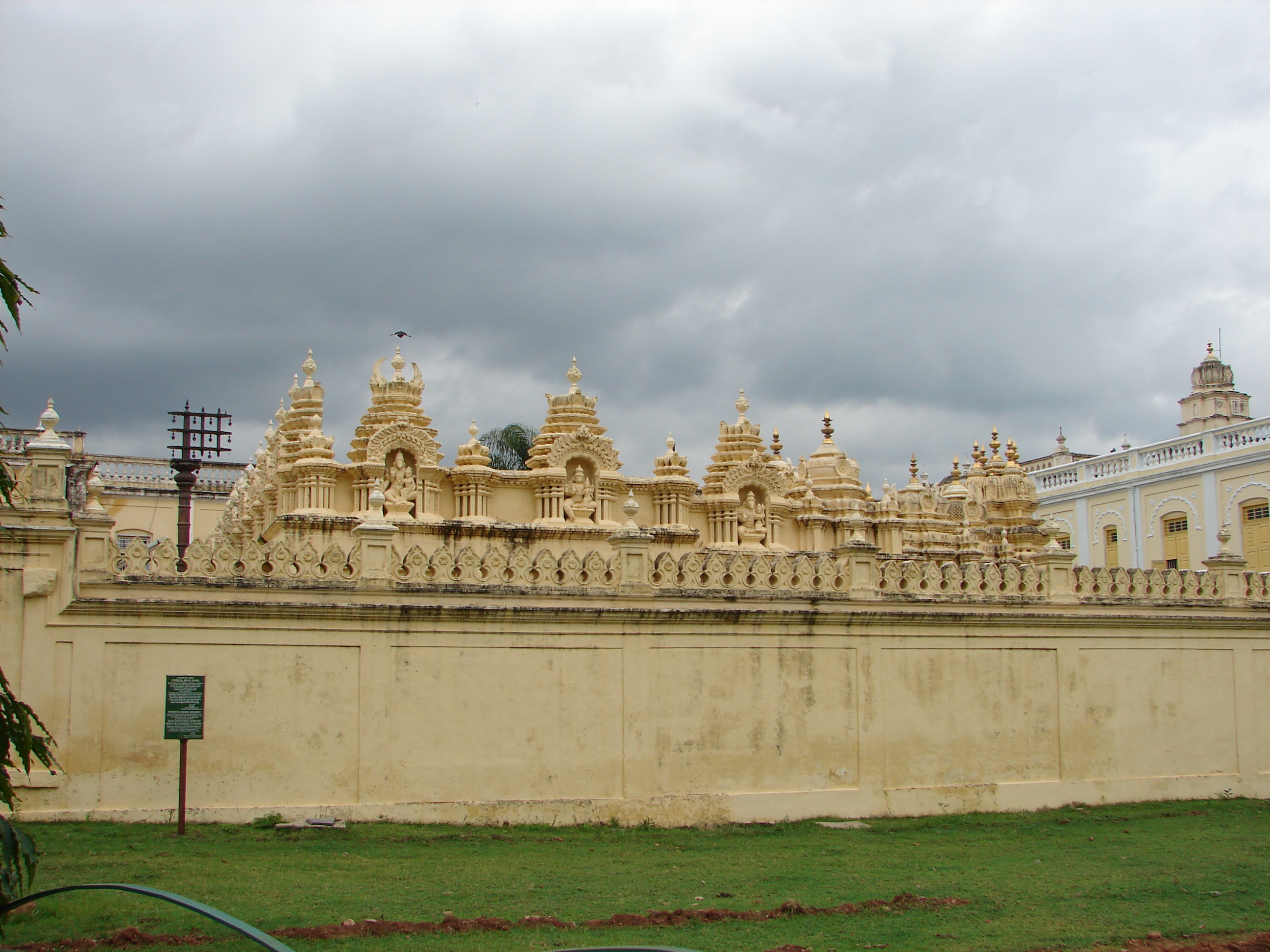
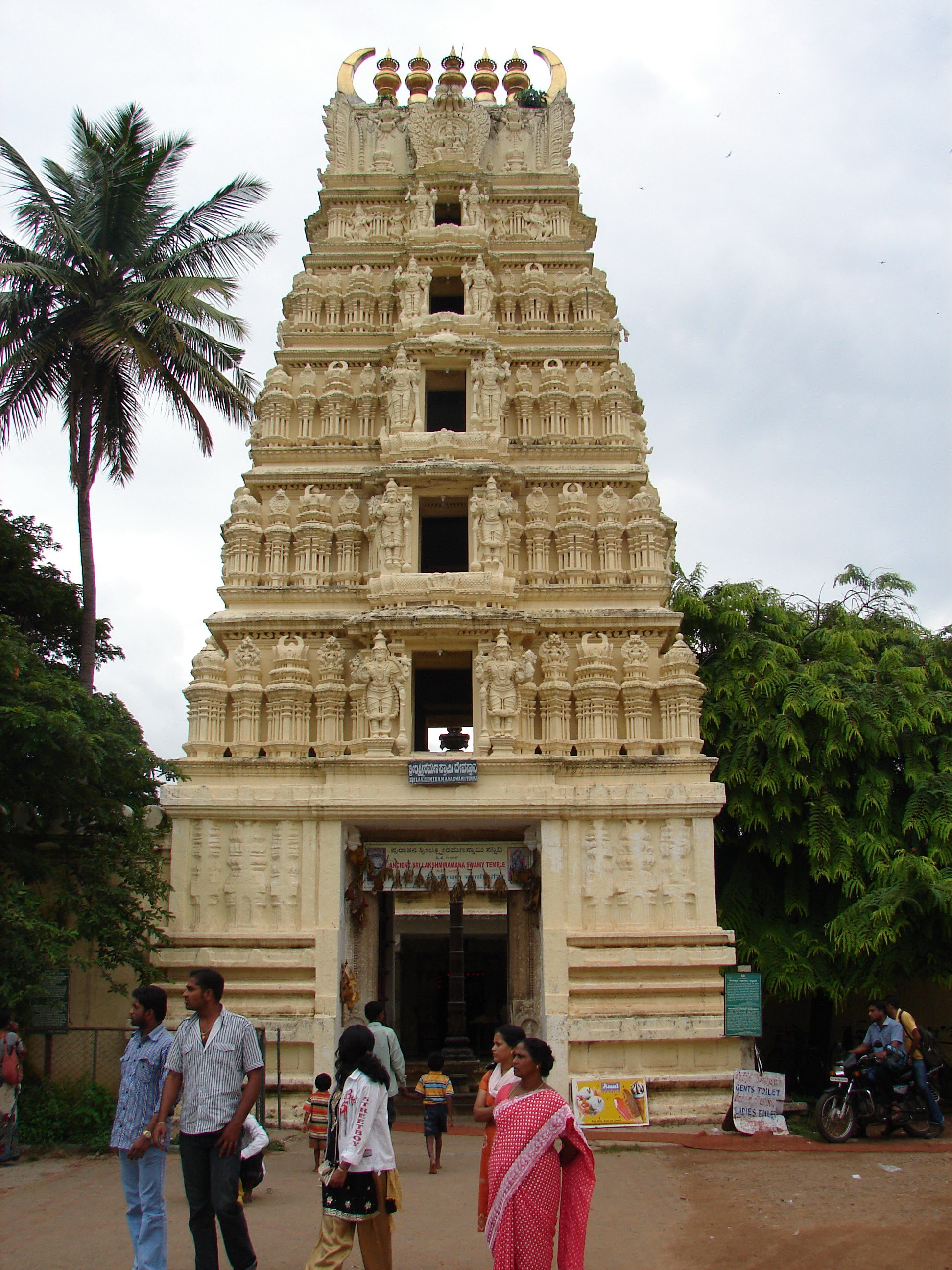
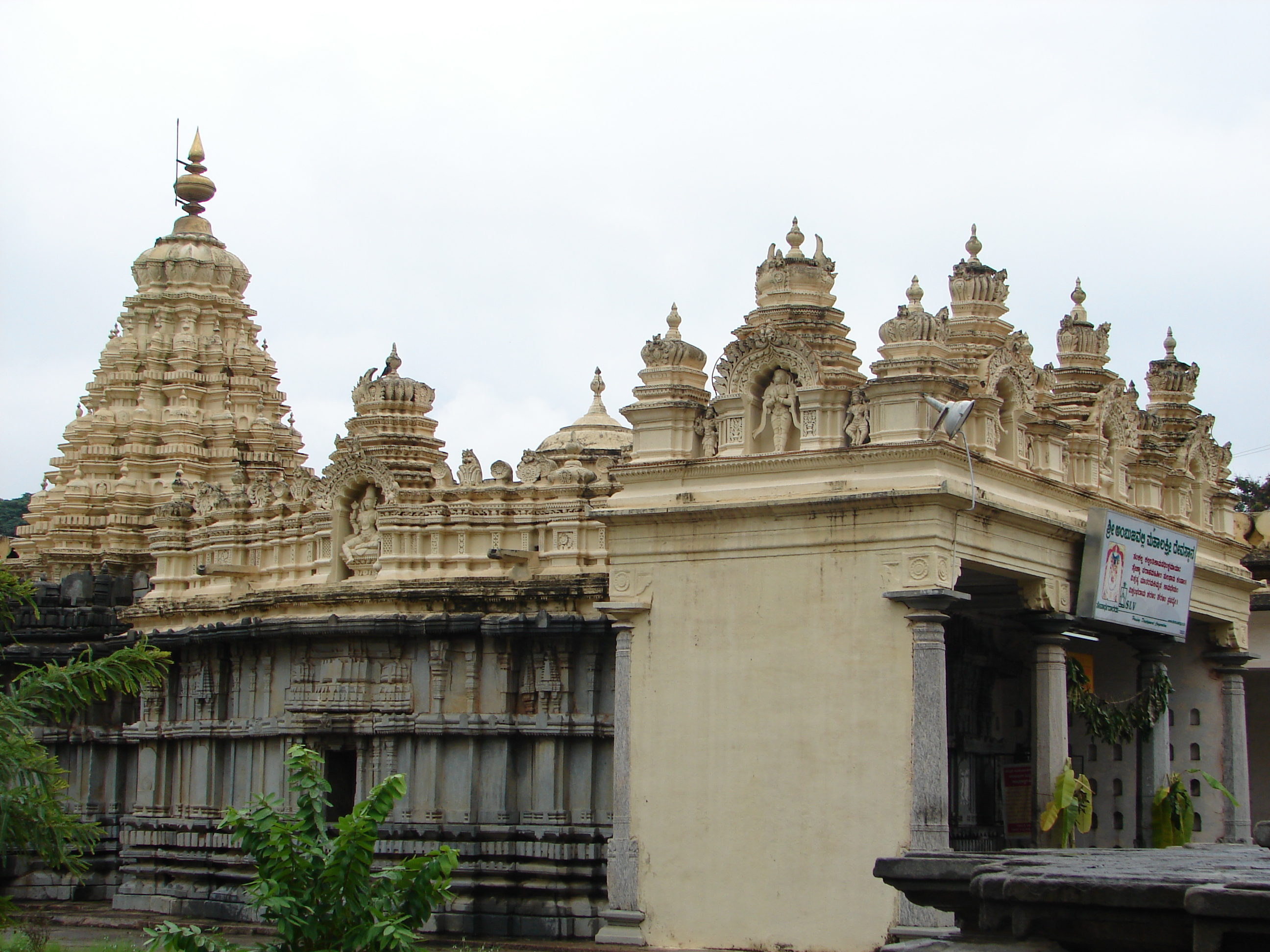